# Eumiota longiventris
Eumiota longiventris är en stekelart som först beskrevs av Jean-Jacques Kieffer 1910.  Eumiota longiventris ingår i släktet Eumiota, och familjen hyllhornsteklar. Arten är reproducerande i Sverige.